# Александровка (село, Пензенский район)
Алекса́ндровка — село в Пензенском районе Пензенской области России. Входит в состав Саловского сельсовета.

## География
Село находится в центральной части Пензенской области, в пределах Приволжской возвышенности, в лесостепной зоне, на правом берегу реки Панийка, на расстоянии примерно 38 км (по прямой) к северо-западу от села Кондоль, административного центра района. Абсолютная высота — 176 м над уровнем моря.

### Климат
Климат характеризуется как умеренно континентальный, с умеренно холодной продолжительной зимой и относительно тёплым летом. Средняя температура воздуха самого тёплого месяца (июля) — 18,8 °C (абсолютный максимум — 40 °C); самого холодного (января) — −13 — −12 °C (абсолютный минимум — −47 °C). Безморозный период длится от 117 до 133 дней. Среднегодовое количество атмосферных осадков варьируется от 467 до 604 мм, из которых большая часть выпадает в тёплый период.

### Часовой пояс
Село Александровка, как и вся Пензенская область, находится в часовой зоне МСК (московское время). Смещение применяемого времени относительно UTC составляет +3:00.

## Население
| 1782 | 1864 | 1877 | 1897 | 1911 | 1926  | 1939 |
| ---- | ---- | ---- | ---- | ---- | ----- | ---- |
| 372  | ↗528 | ↗608 | ↗802 | ↗983 | ↗1142 | ↘835 |
| 1959 | 1979 | 1989 | 1996 | 2002 | 2010  |      |
| ↘377 | ↘165 | ↘102 | ↘72  | ↘55  | →55   |      |

### Национальный состав
Согласно результатам переписи 2002 года, в национальной структуре населения русские составляли 100 % из 55 чел.